# Nazionale maschile di rugby a 15 della Moldavia
La squadra nazionale di rugby XV della Moldavia riunisce i migliori giocatori di Rugby XV della Moldavia. Non ha mai partecipato alla coppa del mondo, ma partecipa regolarmente al Campionato europeo per Nazioni di rugby, dove è attualmente inserita nella 1ª divisione poule B.